# 스기모리 고키
스기모리 고키(일본어: 杉森 考起, 1997년 4월 5일 ~ )는 일본의 축구 선수이다. 현재 J2리그의 도쿠시마 보르티스에서 뛰고 있다.

## 구단 경력
그는 2014년부터 J리그의 나고야 그램퍼스, FC 마치다 젤비아, 도쿠시마 보르티스에서 뛰었다.

## 국가대표팀 경력
그는 2013년 FIFA U-17 월드컵에 참가할 일본 U-17 국가대표팀에 발탁되었으며, 2경기에 출전했다.